# Onthophagus zimmermanni
Onthophagus zimmermanni är en skalbaggsart som beskrevs av Vladimir Balthasar 1959. Onthophagus zimmermanni ingår i släktet Onthophagus och familjen bladhorningar. Inga underarter finns listade i Catalogue of Life.